# Gian Paolo Lolmo

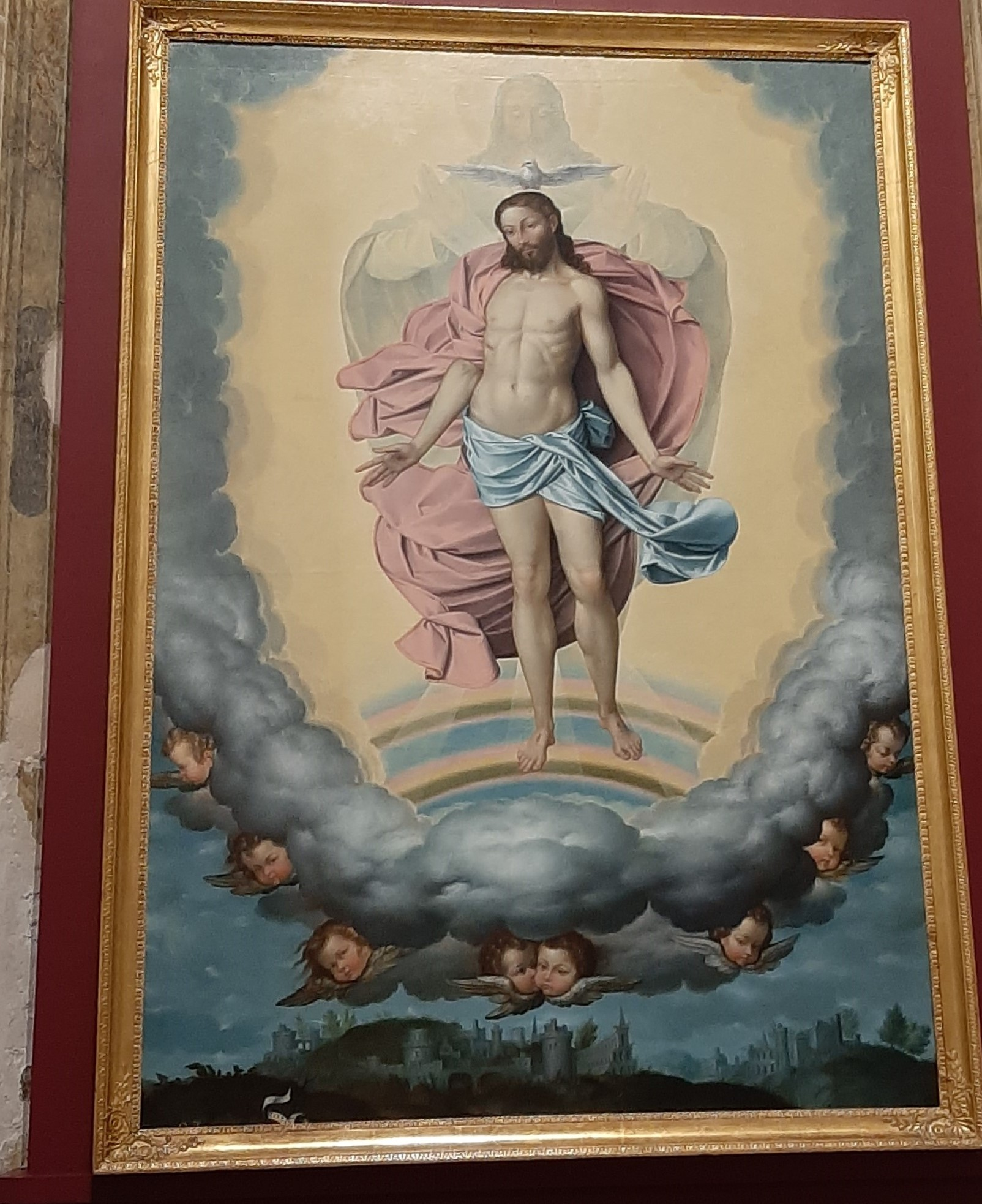
Trinità Giovanni Paolo Lolmo

(Donato Calvi, Effemeride sacra profana di quanto di memorabile sia successo in Bergamo)
Gian Paolo Lolmo, o Giovanni Paolo (Bergamo, 1550 circa – Bergamo, 19 novembre 1595 circa), è stato un pittore italiano.

## Biografia
Non vi sono notizie certe sulla sua nascita, ma il Calvi nel suo Effemeride sagro profana di quanto di memorabile sia successo in Bergamo sua diocesi et territorio, documenta la sua morte all'età di quarantacinque anni nel 1595, solo da questo si desume la sua nascita nel 1550. Essere stato scelto per la realizzazione della pala in Santa Maria Maggiore dalla città di Bergamo nel 1584 lo colloca tra i maggiori esponenti negli anni ottanta del XVI secolo, dopo la morte del Moroni nel 1578 e prima dei tre artisti Salmeggia, Zucco e Cavagna che occuperanno la scena artistica bergamasca fino ai primi decessi del XVII secolo.
Figlio di Giovanni Fortunato miniatore, iniziò la sua attività artistica seguendo le orme paterne, così come il fratello Gian Giacomo, ma non vi sono testimonianze delle sue opere né in miniature né in poesia come indicato dal Calvi, contrariamente al fratello di cui è documentata la firma nel Taccuino di disegni di Giovannino de' Grassi, mentre la relazione con la tecnica di Giovan Battista Moroni lo vorrebbe suo alunno, ma anche di questo non vi è una testimonianza certa. Vennero assegnati a lui lavori eseguito da Moroni come il ritratto di Isotta Brembati, cosa impossibile essendo datato 1552-1553; l'affinità dei suoi lavori con l'opera moroniana potrebbe indicare una sua presenza nella bottega del Moroni. 

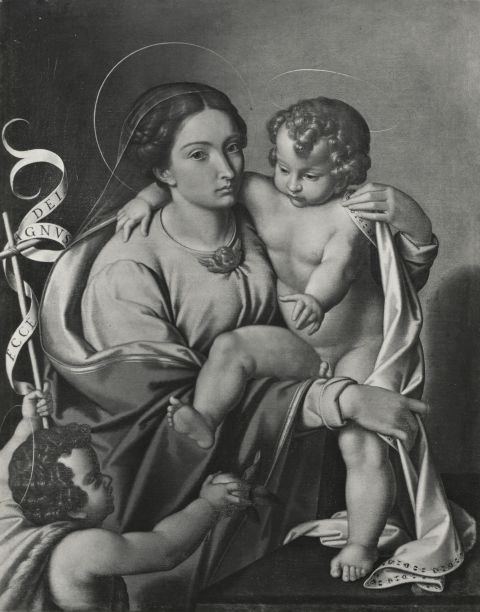
Madonna col Bambino e san Giovannino

Viene ipotizzata la sua formazione anche lontano da Bergamo, forse a Roma o Firenze, per le sue caratteristiche manieristiche, molto più vicine all'Italia centrale che moroniane. La presenza di un suo lavoro conservato nella sagrestia della basilica di San Pietro in Vincoli di Roma porterebbe a un suo viaggio a Roma.
La firma e la datazione, così come il ritrovamento di contratti di commissioni con i relativi pagamenti, hanno consentito l'attribuzione di diverse sue opere.
L'inizio della sua attività artistica viene identificato in uno stendardo eseguito nel decennio del 1570 al 1580,  raffigurante su un lato l'Annunciazione e sull'altro l'Assunzione della Vergine che, a lungo dato per perso, fu ritrovato in una collezionane privata. 
Datata 1584 la sua prima commissione in Bergamo per la basilica di Santa Maria Maggiore: una pala,  inizialmente destinata al Duomo, che doveva adempiere a un voto fatto dalla città per essere stata preservata della peste del 1576. La tela si trova nella cappella detta Del voto, la prima a destra entrando nella basilica, ed è una sacra conversazione raffigurante la Madonna col Bambino tra i santi Rocco e Sebastiano. In tutto, sono ben cinque le tele dell'artista presenti nello stesso tempio. Per la stessa basilica realizzò anche due affreschi, raffiguranti la  Preghiera e la Fede e un dipinto rappresentante La raccolta della manna. Questi lavori, destinati alla cappella del Santissimo Sacramento, risultano pagati l'8 maggio 1585. Tra il 1584 e il 1587 dipinse Mosè e il serpente di bronzo, lavoro che venne saldato con la pala per l'Altare del voto nel 1587.
L'artista non si limitò alle opere d'arte sacra. A Gorle, nella villa Terzi, sono presenti sei suoi lavori: quattro dedicati alle Stagioni, altri due  raffiguranti Venere e Adone e Punizione di Amore. Secondo uno studio del Facchinetti sarebbero a lui  riconducibili anche alcune nature morte che richiamano i motivi dell'autunno. Lolmo è quindi da considerarsi non un artista marginale, ma un interessante esponente del Cinquecento lombardo. La sua morte prematura ha purtroppo arrestato il cammino della sua arte verso ulteriori sviluppi.

## Opere
- Madonna col Bambino tra i santi Rocco e Sebastiano, basilica di Santa Maria maggiore, 1584
- Trinità, chiesa di sant'Agostino, cappella di Sant'Agostino, 1582
- Trinità, chiesa di San Nicola, Piazzo Basso,
- Raccolta della manna Basilica di Santa Maria maggiore, altare del Santissimo Sacramento|, 1584
- Fede e Preghiera, Basilica di Santa Maria maggiore, 1584
- Il serpente di bronzo, Basilica di Santa Maria maggiore, lunetta dell'altare del Voto, 1585[11]
- Madonna Immacolata, sagrestia della Basilica di San Pietro in Vincoli, Roma, 1585
- Madonna col Bambino incoronata da due angeli e coi santi Pietro e Lorenzo, Berlino
- Madonna col Bambino e santi, parrocchia di Mazzoleni frazione di Sant'Omobono Terme, 1588, opera datata e firmata che ha permesso l'assegnazione di altre opere all'artista
- Madonna del Rosario con i santi Domenico e Francesco  chiesa di Pradalunga, pala che era stata ritenuta del Moroni
- Ritratto dell'architetto Paolo Berlendis opera firmata e datata 1592, Biblioteca Civica "Angelo Mai", Bergamo
- Madonna in trono col Bambino e santi Vittore e Antonio abate, Accademia Carrara, Bergamo, il quadro viene documentato come datato e firmato anche se non più visibili
- Madonna col Bambino e santi chiesa di Paladina
- Gentildonna seduta, Accademia Carrara, Bergamo, ritenuto uno delle sue opere migliori
- Ritratto di Paolo Berlendis con i suoi figli Palazzo Frizzoni, Bergamo
- Ritratto di Alessandro Alberti con un paggio collezione Kress a Washington
- Madonna con i santi Pietro e Paolo, Chiesa di San Michele al Pozzo Bianco, Bergamo
- Crocifisso, olio su tela, Chiesa di San Pancrazio, Bergamo (a lungo ritenuto opera di Giovan Battista Moroni, restituito a Lolmo da Simone Facchinetti)
- Maddalena penitente, 1585 circa, olio su tela, collezione privata, Bergamo